# Costa Victoria
Costa Victoria è stata una nave da crociera appartenuta alla compagnia Costa Crociere dal 1996 al 2020.

## Storia
Costa Victoria fu costruita nel 1996 presso il cantiere navale tedesco Werft und Maschinenfabrik di Bremerhaven. Originariamente era prevista per il 1997 anche la costruzione di una nuova unità di classe Victoria da affiancarle, che avrebbe dovuto chiamarsi Costa Olympia; tuttavia il cantiere fallì e non fu mai completata per Costa Crociere, per cui fu acquistata e successivamente completata da Norwegian Cruise Line, che la mise in servizio nel 1999 come Norwegian Sky. Nel gennaio 2004 fu sottoposta a lavori di rinnovamento negli stessi cantieri di costruzione, venendo completamente trasformata con l’aggiunta dei balconi alle totalità delle cabine esterne dei ponti 9 e 10, oltre a quattro suite del ponte 11 (in tutto l’ammodernamento interessò 242 cabine), adeguando la nave agli standard più moderni dell'epoca.
Nell’Ottobre 2019 la compagnia annunciò che la nave sarebbe rimasta in servizio solo un altro anno e la sua vendita alla Genova Trasporti Marittimi (azienda del gruppo controllato dalla San Giorgio del Porto). A causa del Covid 19 questo avvenne con qualche mese di anticipo nel Marzo 2020, quando Costa Victoria venne posta in disarmo nel porto di Civitavecchia per lo sbarco dei passeggeri e dell’equipaggio e il 22 Giugno venne trasferita presso la banchina PIM del porto di Piombino, indi sottoposta ai lavori propedeutici alla demolizione nel rispetto della convenzione di Hong Kong per un riciclaggio sicuro ed ecologicamente adeguato delle navi.
Il 13 gennaio 2021, dopo quasi sette mesi di permanenza nel porto di Piombino, la Costa Victoria, nel frattempo rinominata St Victoria, lascia la banchina d’ormeggio trainata dalla nave supporto VOS Chablis alla volta del cantiere turco di Aliağa, dov’è giunta infine il 28 gennaio seguente per essere demolita. 

## Caratteristiche
Costa Victoria aveva in totale 14 ponti; di questi, dieci erano dedicati ai passeggeri e avevano nomi di grandi opere liriche:
- Ponte 4: Nabucco
  - cabine ospiti
- Ponte 5: Bohème
  - cabine ospiti
  - Atrio Planetarium, a centro nave
  - Ristorante Fantasia, a centro nave
  - Ristorante Sinfonia, a centro nave
- Ponte 6: Traviata
  - Centro Benessere Samsara, a prua
  - Atrio Planetarium, a centro nave
  - Grand bar Orpheus, a centro nave
  - Teatro Festival, a poppa
- Ponte 6a: Manon
  - cabine ospiti
- Ponte 7: Carmen
  - cabine ospiti
  - Concorde Plaza, a prua
  - Galleria Shops, a prua
  - Atrio Planetarium, a centro nave
  - Teatro Festival, a poppa

- Ponte 8: Otello
  - cabine ospiti
- Ponte 9: Tosca
  - cabine ospiti
- Ponte 10: Norma
  - cabine ospiti
- Ponte 11: Rigoletto
  - cabine ospiti
  - Piscina, a centro nave
  - Ristorante Buffet Bolero, a poppa
- Ponte 12: Butterfly
  - cabine ospiti
  - Ristorante Club Victoria, a poppa
- Ponte 14: Solarium

Tra le dotazioni più importanti della nave si annoveravano un salone panoramico su 4 ponti, ossia il Concorde Plaza, una terrazza sul mare, una piscina interna al centro termale Samsara ed un'altra esterna nonché l'atrio centrale Planetarium, con le sue grandi vetrate sul mare; è stata inoltre la prima nave Costa ad avere quattro ascensori panoramici a correre per 7 ponti.
Per la ristorazione le sale erano cinque: il ristorante Sinfonia e il ristorante Fantasia, situati al ponte 5; il ristorante Buffet Bolero al ponte 11; il ristorante di lusso che serviva  pasti a pagamento denominato Club Victoria al ponte 12; la pizzeria Pummid’oro anch’essa al ponte 12.
La nave disponeva di un totale di 964 cabine passeggeri, di cui 242 con balcone privato e 20 suite, delle quali solo 4 erano dotate di balcone privato.
Costa Victoria inoltre aveva 10 bar, 4 vasche idromassaggio, un campo polisportivo, un tracciato esterno per la corsa amatoriale, il grande teatro Festival su due ponti, il casinò Montecarlo, una discoteca, un internet point, una biblioteca, una galleria di negozi e lo Squok Club (mini club).

## Itinerari
Nella primavera del 2012 fu trasferita in Asia per la clientela orientale. Nel febbraio 2018 è salpata da Singapore facendo rientro nel Mar Mediterraneo per poi partire per l'Oceano Indiano il 30 settembre dove ha effettuato crociere nelle Mauritius, le Seychelles il Madagascar e l’isola della Riunione.
Dal 3 al 16 luglio 2019 la nave è stata utilizzata, insieme alla MSC Lirica, come alloggio per gli atleti partecipanti alla XXX Universiade che si è svolta a Napoli. Fino a marzo 2020 è stata impiegata in crociere nell'oceano Indiano e nel mar Mediterraneo.

## Navi gemelle
- Norwegian Sun
- Norwegian Sky

## Galleria d'immagini

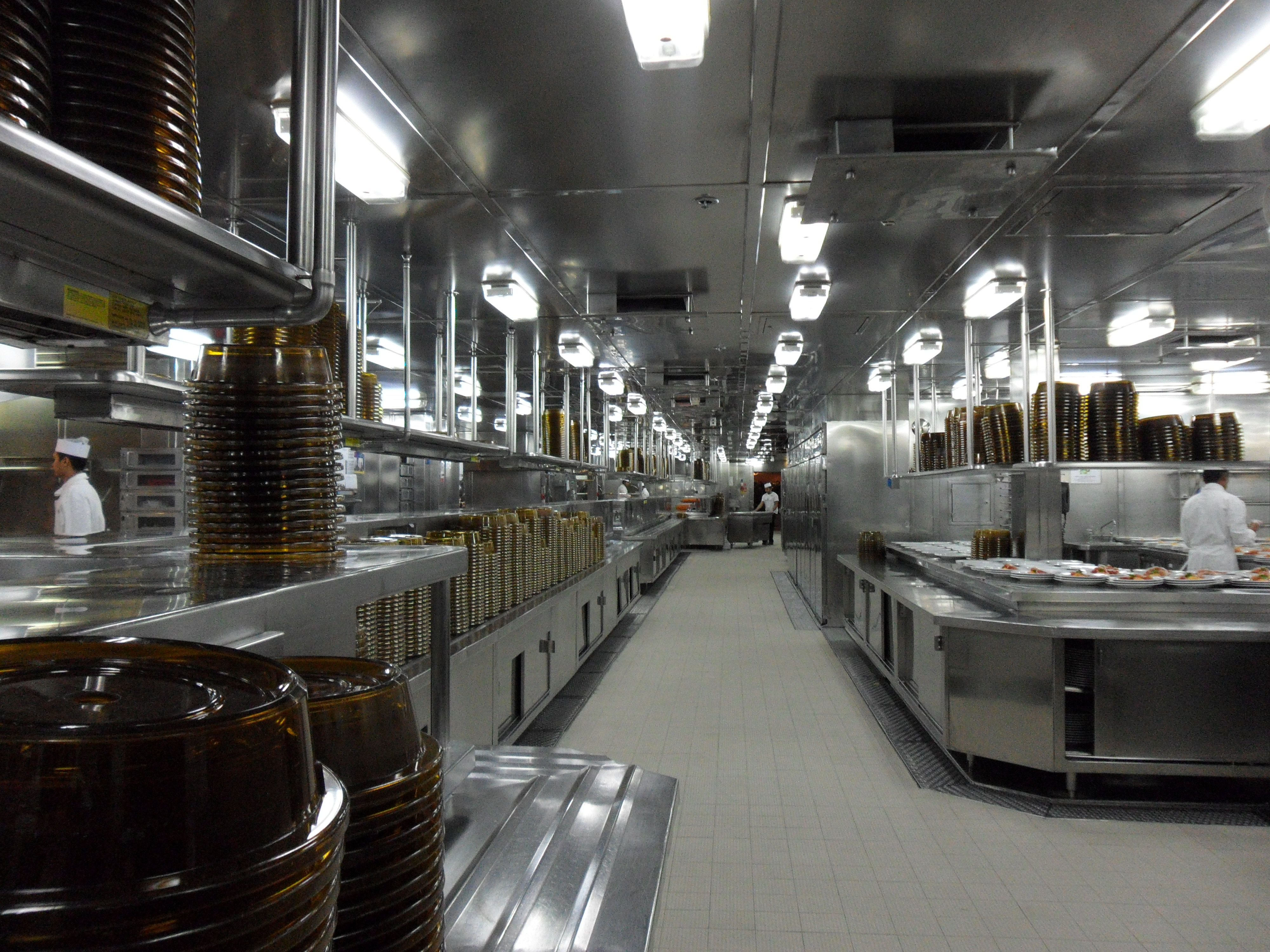
Cucine della Costa Victoria
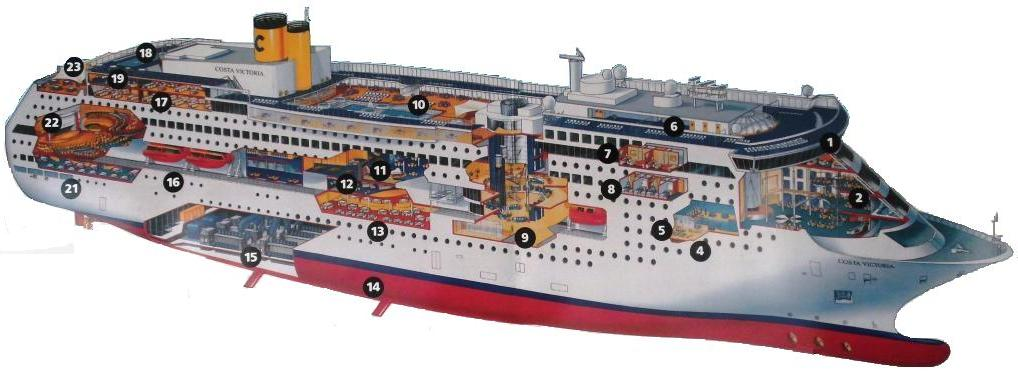
Vista in sezione della nave
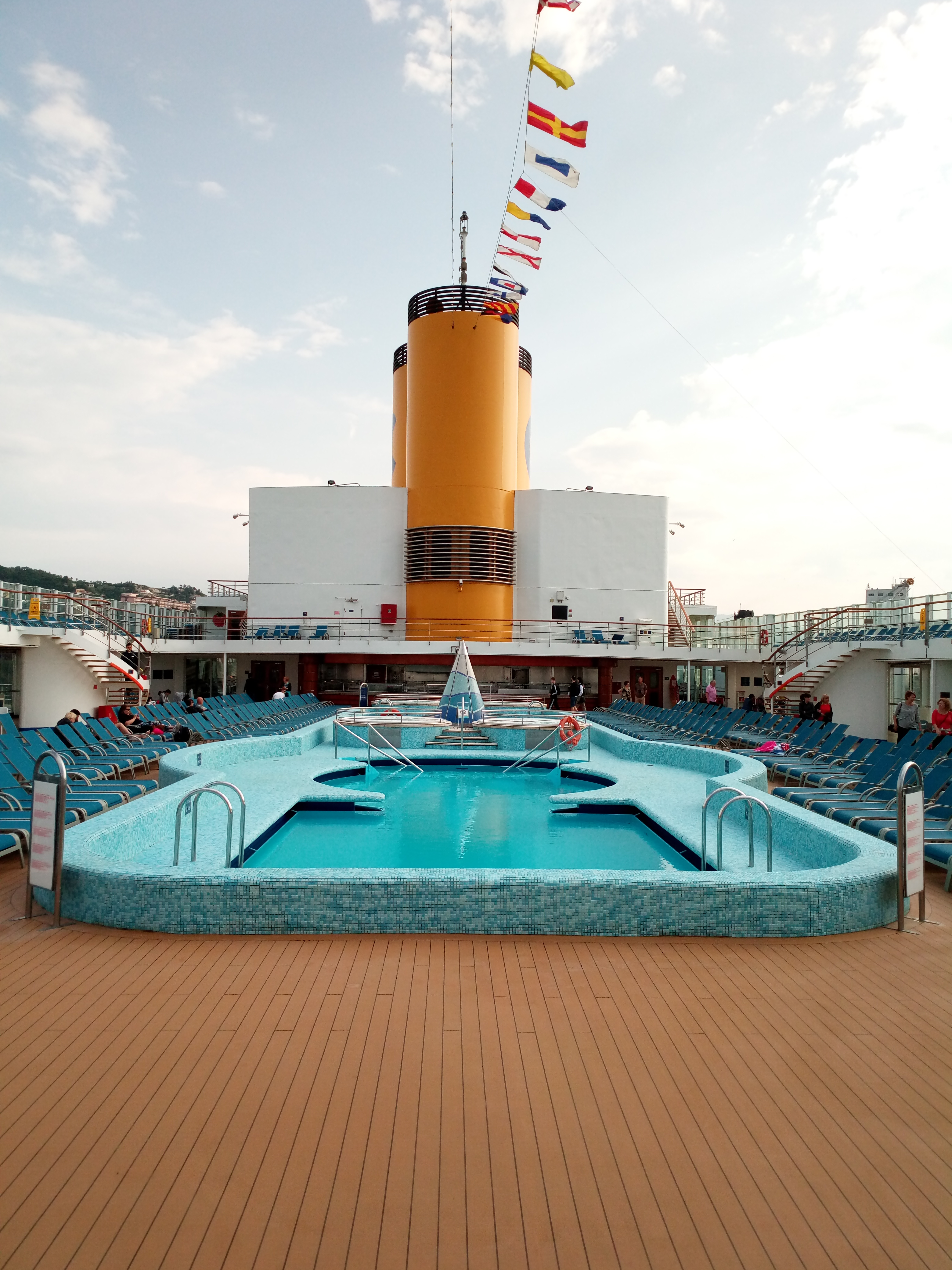
Vista dei ponti 11 e 12
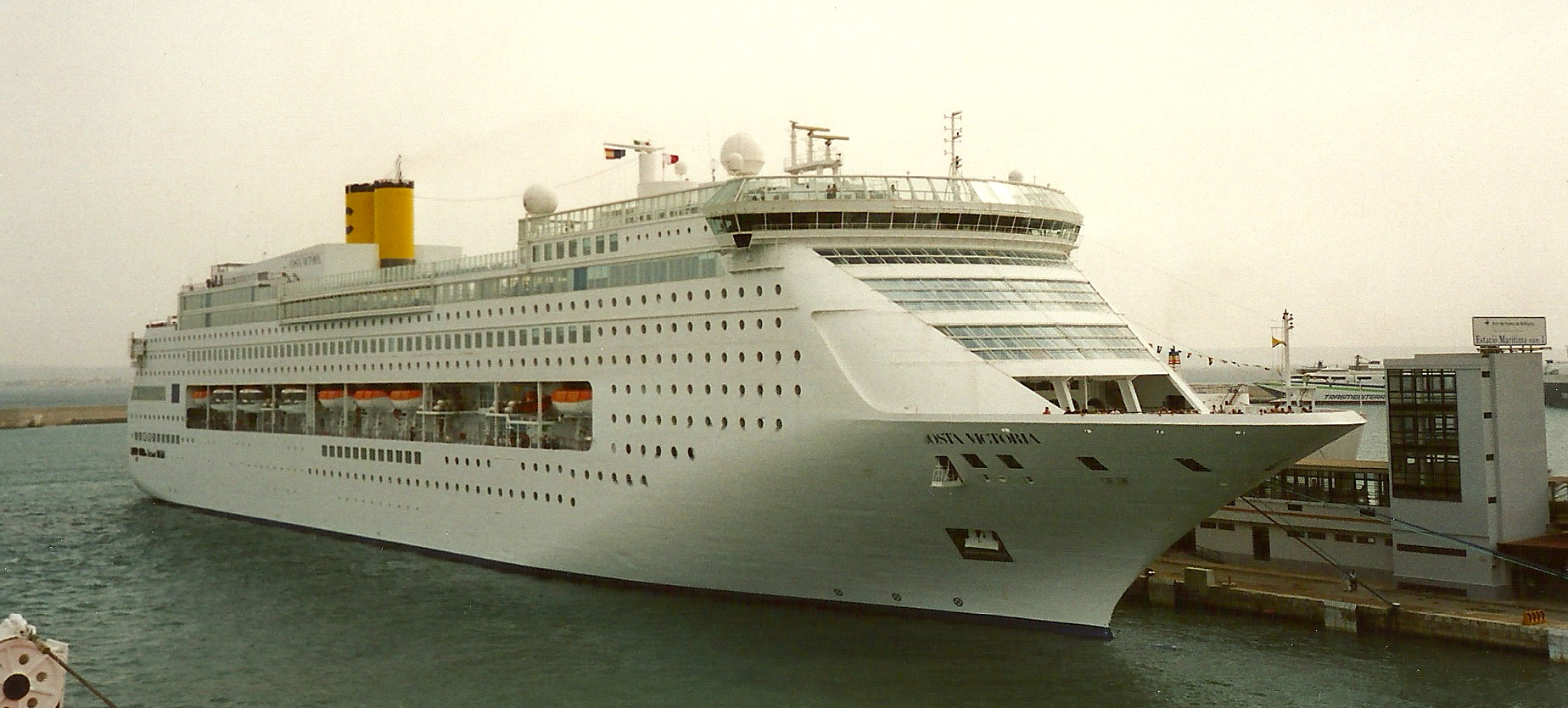
Costa Victoria a Palma di Maiorca con la vecchia livrea